# Rangun
Rangun albo Yangon (birm. ရန်ကုန် /jàɴɡòʊɴ/) – największe miasto Mjanmy, stolica kraju od 1886 do 2005.
Miasto położone we wschodniej części delty Irawadi, nad rzeką Rangun, w prowincji Rangun. Ludność: 7,36 mln mieszkańców (2014). Główna ulica miasta to Anawrahta. Centrum gospodarcze i kulturalne kraju. Międzynarodowy port lotniczy – Mingaladon. Główny port morski kraju. Uniwersytet, założony w 1920, oraz inne wyższe uczelnie. Instytut Buddyjski i Biblioteka Narodowa.

## Toponimia
W 1755 roku król Alaungpaya nadał mońskiemu miastu Dagon nową nazwę Yangon. Powstała ona z połączenia dwóch słów: yan (ရန်) i koun (ကုန်), oznaczających odpowiednio „wrogowie” i „uciekli”. Nazwa ta jest też tłumaczona jako „koniec walki/wojny”. Po zajęciu Birmy przez Brytyjczyków upowszechniła się angielska forma Rangoon (nawiązująca prawdopodobnie do wymowy nazwy miasta w języku arakańskim), która została zapożyczona także do innych języków zachodnich. W 1989 roku junta wojskowa przyjęła angielski zapis nazwy Yangon zamiast dotychczasowej formy Rangoon, bardziej zbliżony do wymowy birmańskiej.
Głównym polskim egzonimem zalecanym przez Komisję Standaryzacji Nazw Geograficznych poza Granicami Rzeczypospolitej Polskiej jest Rangun, zaś egzonimem wariantowym jest Yangon.

## Geografia

### Położenie
Rangun położony jest w Dolnej Birmie, w miejscu połączenia rzek Yangon i Pègu, około 30 km od Zatoki Martaban.

### Klimat
Według klasyfikacji Köppena-Geigera w Rangunie panuje klimat tropikalny monsunowy (Am). Pora deszczowa, z obfitymi opadami, trwa od maja do października, a pora sucha od listopada do kwietnia. Średnie temperatury wykazują niewielką zmienność w ciągu roku.
| Miesiąc                          | Sty  | Lut  | Mar  | Kwi  | Maj  | Cze  | Lip  | Sie  | Wrz  | Paź  | Lis  | Gru  |
| -------------------------------- | ---- | ---- | ---- | ---- | ---- | ---- | ---- | ---- | ---- | ---- | ---- | ---- |
| Średnie temperatury w dzień [°C] | 31,6 | 33,6 | 35,4 | 36,6 | 33,6 | 30,2 | 29,5 | 29,4 | 30.1 | 31.3 | 31,8 | 31   |
| Średnie temperatury w nocy [°C]  | 18   | 18,9 | 21,3 | 24,1 | 25,2 | 24,5 | 24,3 | 24,2 | 24,3 | 24,1 | 22,6 | 19,2 |
| Opady [mm]                       | 3    | 4    | 19   | 24   | 302  | 516  | 468  | 503  | 305  | 172  | 50   | 12   |
| Źródło: 2013-11-09               |      |      |      |      |      |      |      |      |      |      |      |      |

## Historia

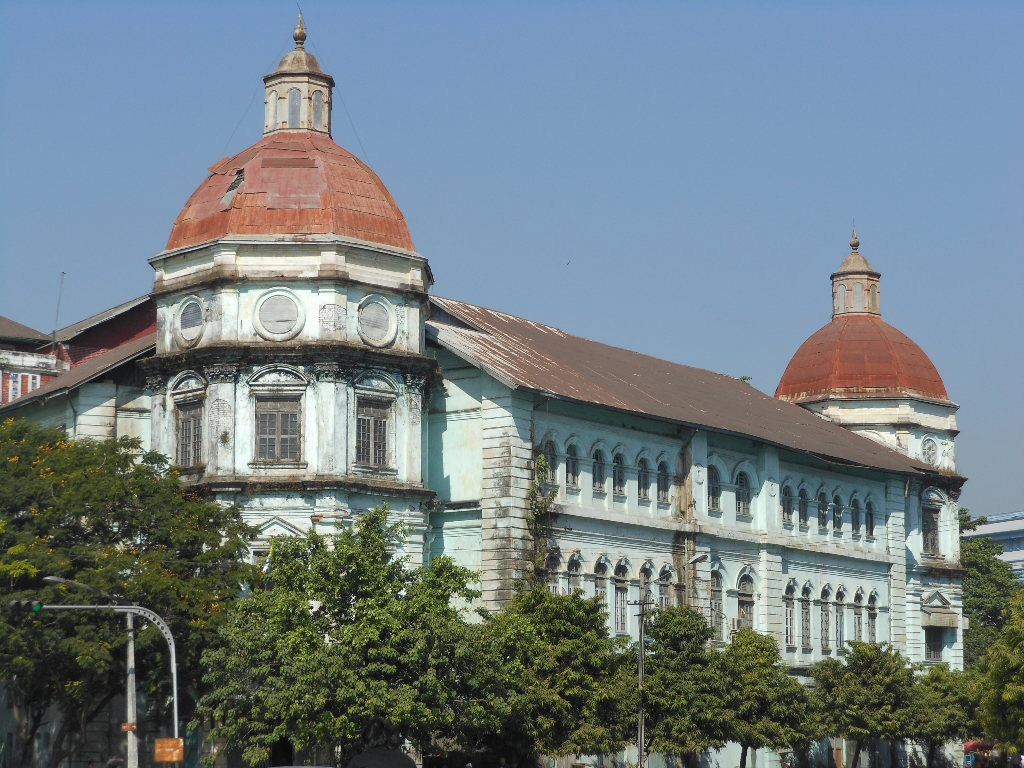
Budynek Sądu Cywilnego Prowincji Rangun – przykład brytyjskiej architektury kolonialnej

W I tysiącleciu po Chr. obszar, na którym dziś znajduje się Rangun zamieszkany był przez Monów. Pod koniec XI w. władzę nad tymi terenami przejęło na ok. 200 lat birmańskie królestwo Paganu. W tym okresie na terenie obecnej dzielnicy Dala znajdował się prawdopodobnie mały port morski. Po upadku królestwa Paganu obszar dzisiejszego Rangunu znalazł się w obrębie mońskiego królestwa Hanthawaddy ze stolicą w Pegu. Prawdopodobnie w połowie XIV w. zaczęło rosnąć znaczenie położonej tam pagody Szwedagon i, co za tym idzie, otaczającej jej mońskiej osady Dagon (lub Lagun), która jednak aż do XVIII w. pozostawała w cieniu znajdującego się po drugiej stronie rzeki Dala.
W 1755 r. birmański król Alaungpaya zajął miejscowość i nadał jej nazwę Yangon. Uczynił on z Yangonu centrum handlu w Dolnej Birmie pozbawiając tej funkcji Pegu. Otoczył on miasto palisadą o wymiarach 1500 × 800 m. W obrębie umocnień znalazły miejsce między innymi kościoły katolicki i ormiański oraz meczet, co stanowiło przedłużenie wielokulturowego charakteru Pegu (poza ich obrębem, na północy znalazła się pagoda Sule). Do znajdującej się ok. 3 km na północ pagody Szwedagon prowadziła specjalna droga, która na początku XIX w. została wybrukowana na koszt muzułmańskiego konwertyty na buddyzm. Około 1790 r. miasto liczyło ok. 30 000 mieszkańców. Nie cieszyło się najlepszą reputacją, jako miejsce schronienia niewypłacalnych dłużników z całych Indii oraz dużej liczby cudzoziemskich rozbitków życiowych. Jedną z pamiątek po tym okresie są nazwy niektórych części miasta (np. Ahlone) odpowiadające nazwom wsi z doliny rzeki Mu, skąd Alaungpaya ściągał osadników, chcąc zniwelować liczebną przewagę Monów na tych terenach.
W 1824 r., podczas I wojny brytyjsko-birmańskiej, Yangon został zdobyty przez Brytyjczyków, jednak miasto zwrócono Birmie po podpisaniu traktatu w Yadanabo (1826). W latach 1886–1947 Rangun był stolicą skolonizowanej przez Anglików (kolonizacja w 1852) Mjanmy – w tym okresie zaczęto używać nazwy Rangun (ang. Rangoon). W 1948 r. w mieście proklamowano niepodległość kraju.
W 2006 roku stolica państwa została przeniesiona do miasta Naypyidaw.

## Podział administracyjny

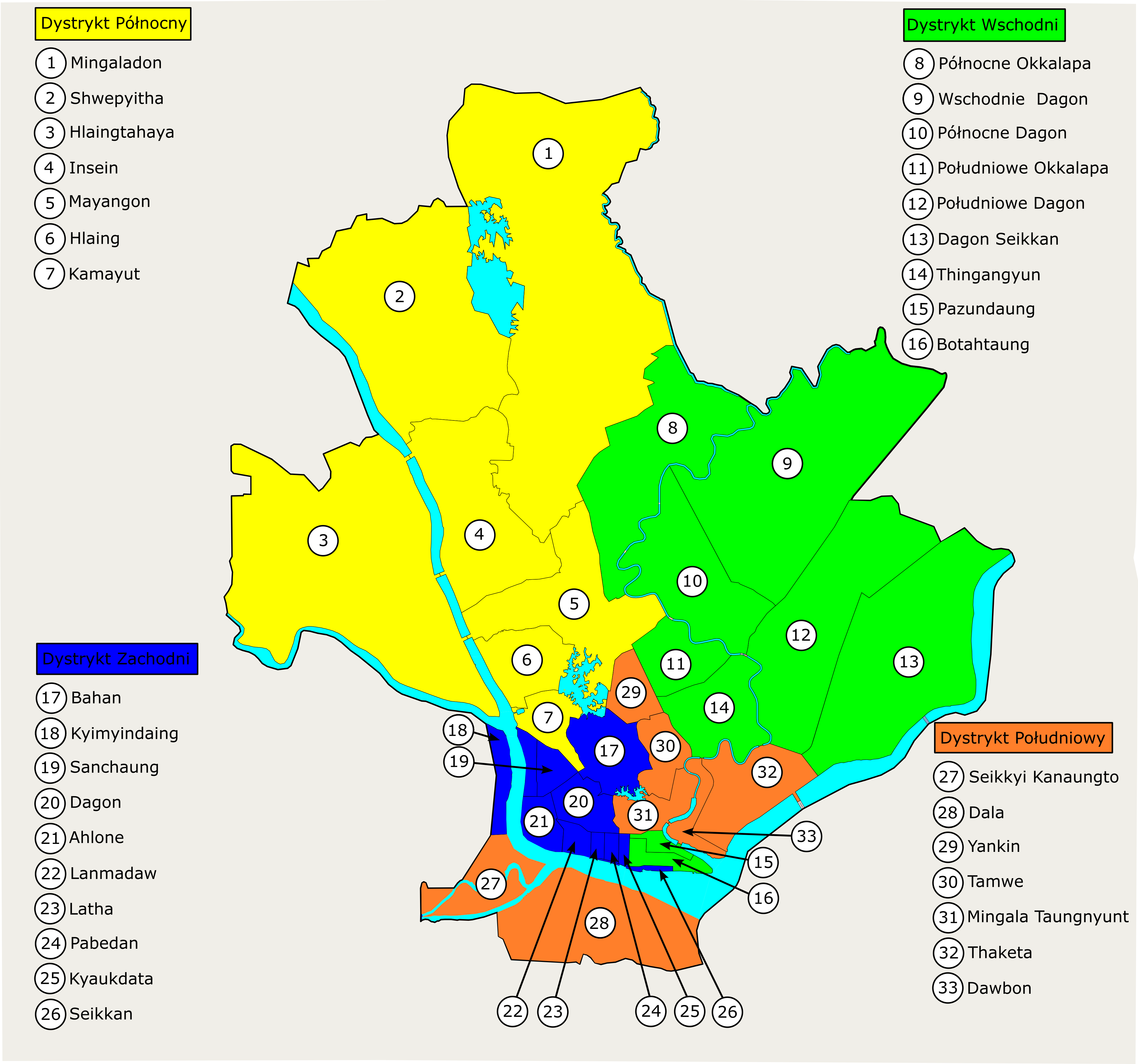

Rangun dzieli się na cztery dystrykty, a te z kolei na dzielnice (formalnie: okręgi miejskie, birm. မြို့နယ် /mjo̰nɛ̀/, ang. townships), których jest łącznie 33.
| Dystrykt Zachodni (Śródmieście)                                                                        | Dystrykt Wschodni | Dystrykt Południowy                                                                 | Dystrykt Północny                                                              |
| --- | --- | ----------------------------------------------------------------------------------- | ------------------------------------------------------------------------------ |
| - Ahlone - Bahan - Dagon - Kyauktada - Kyimyindaing - Lanmadaw - Latha - Pabedan - Sanchaung - Seikkan | - Botahtaung - Dagon Seikkan - Wschodnie Dagon - Północne Dagon - Północne Okkalapa - Pazundaung - Południowe Dagon - Południowe Okkalapa - Thingangyun | - Mingala Taungnyunt - Dala - Dawbon - Seikkyi Kanaungto - Tamwe - Thaketa - Yankin | - Insein - Hlaing - Hlaingthaya - Kamayut - Mayangon - Mingaladon - Shwepyitha |

## Gospodarka
W mieście rozwinął się przemysł spożywczy, drzewny, włókienniczy, chemiczny, szklarski, hutniczy, rzemieślniczy, stoczniowy oraz taboru kolejowego.

## Zabytki

Zabytki Rangunu

- Dawne budynki ministerialne (ang. Ministers Office)
- Dargah Bahadur Szacha II
- Katedry anglikańska i katolicka, kościół ormiański pw. Jana Chrzciciela
- Pagoda Szwedagon
- Pagoda Sule
- Pagoda Botahtaung
- Synagoga Musmeah Yeshua
- Świątynia Kheng Hock Keong
- Świątynia Maha Wizaya
- Świątynia Śri Varatha Raja Perumal

## Galeria

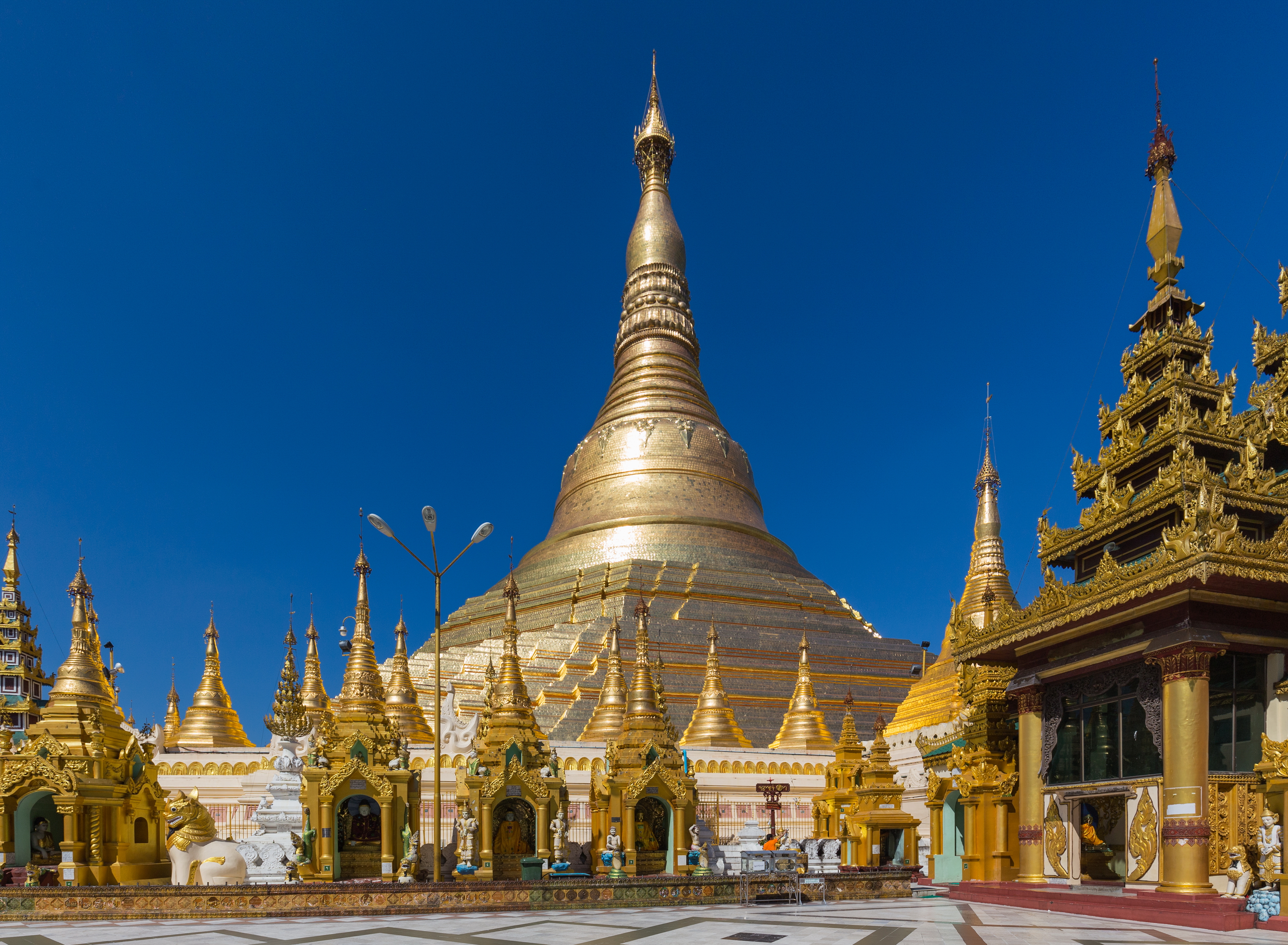
Pagoda Szwedagon
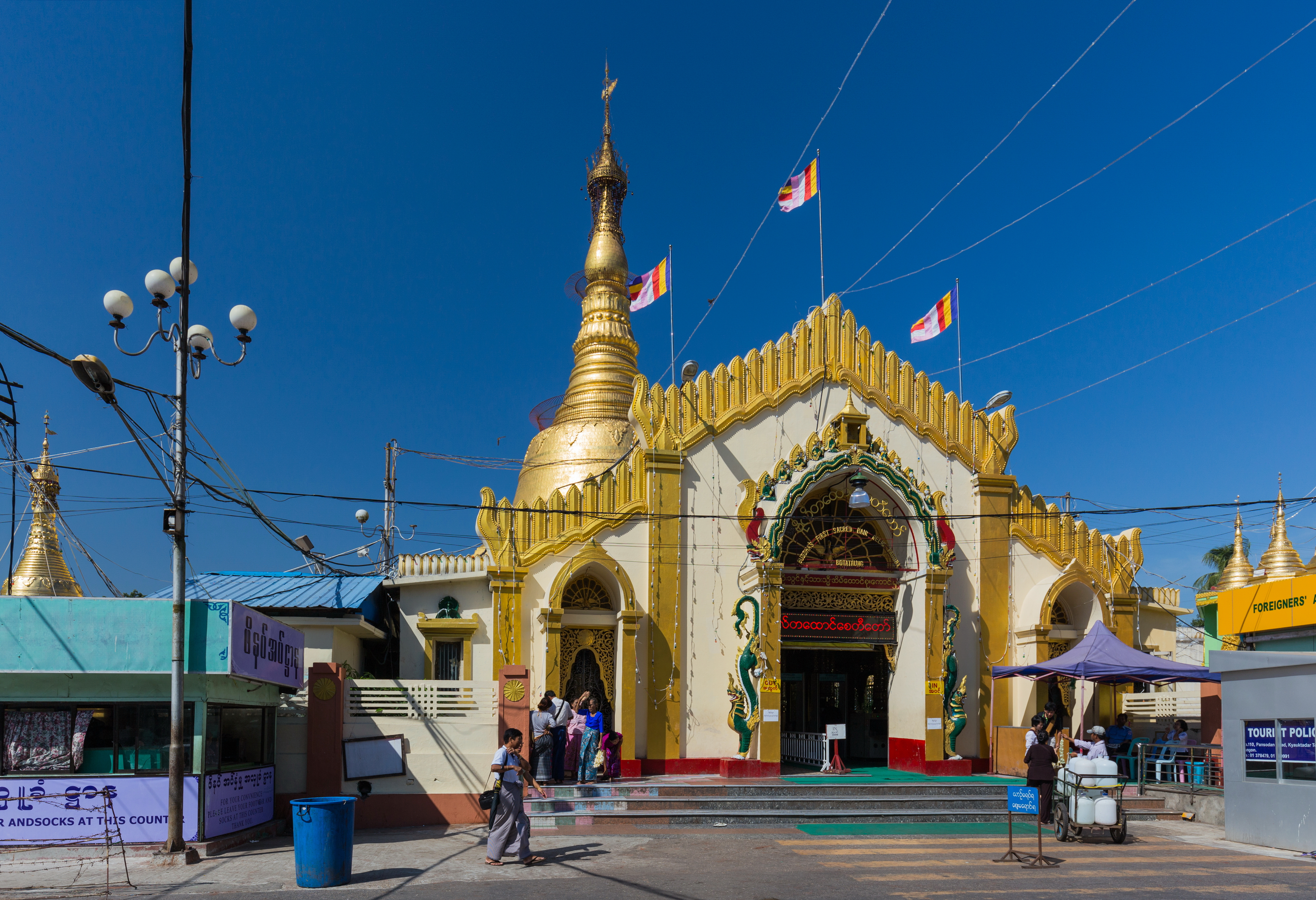
Pagoda Botahtaung
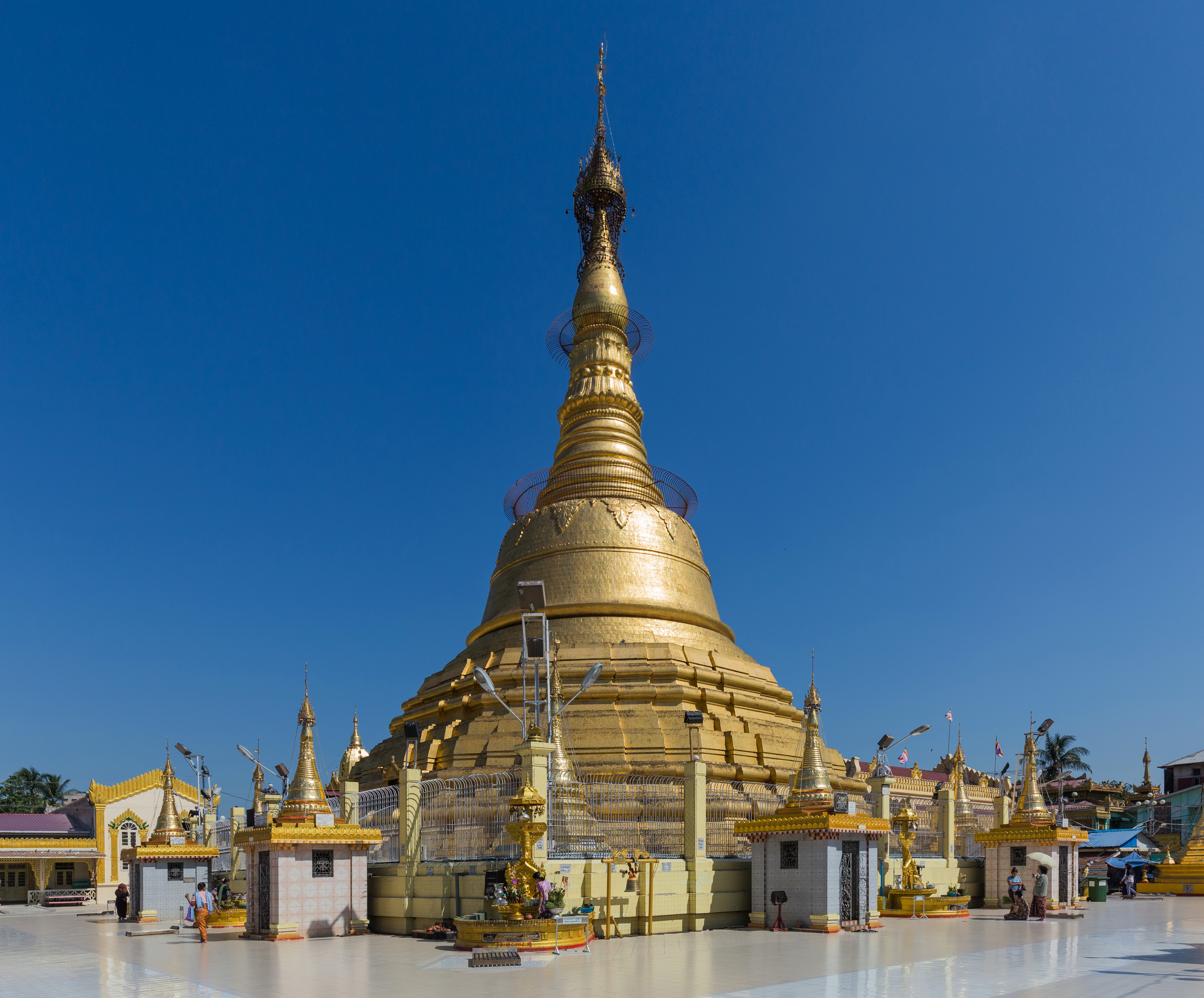
Stupa w pagodzie Botahtaung
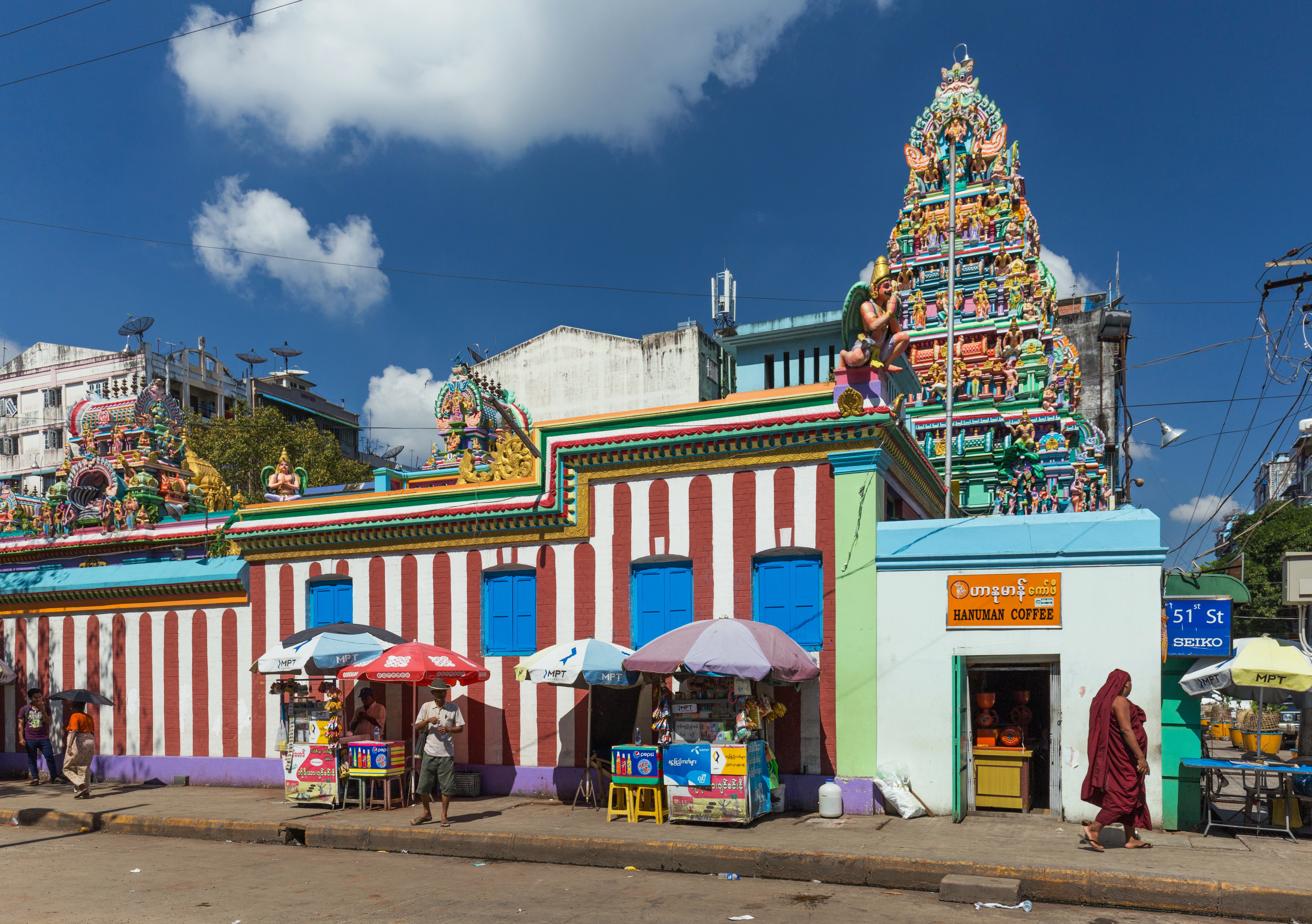
Świątynia hinduistyczna Maha Vishnu
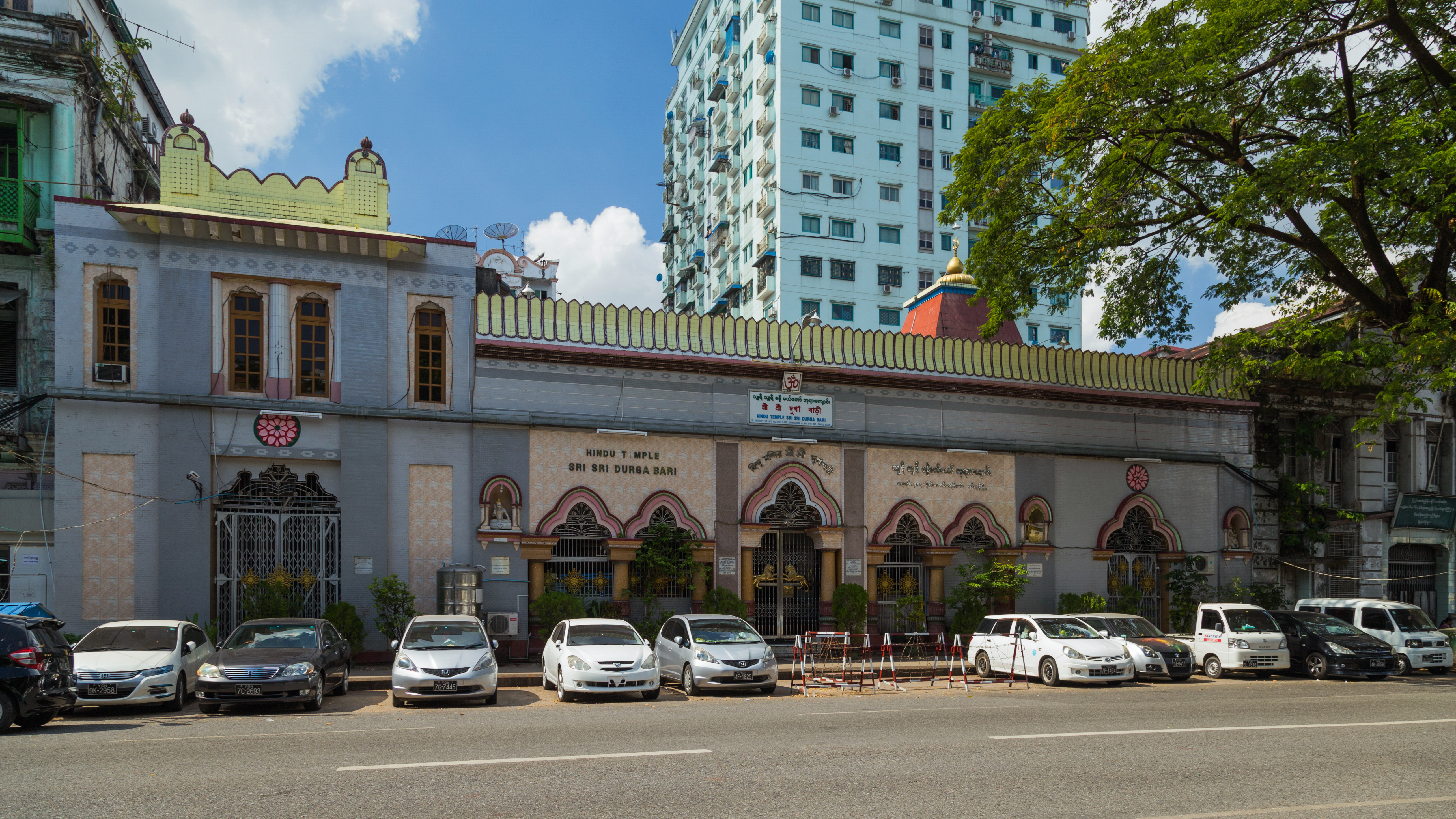
Świątynia hinduistyczna Sri Sri Durga Bari
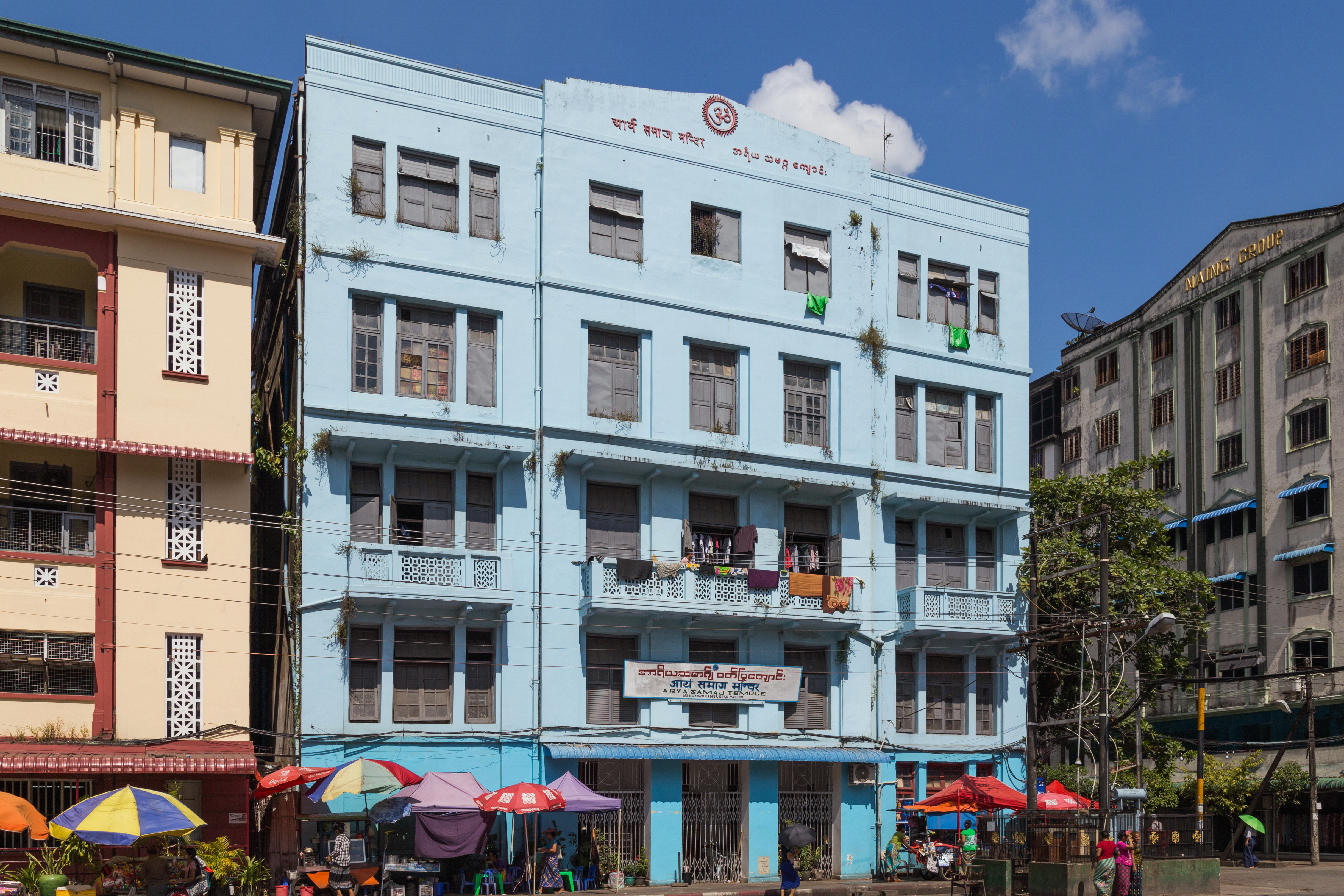
Świątynia Arya Samaj
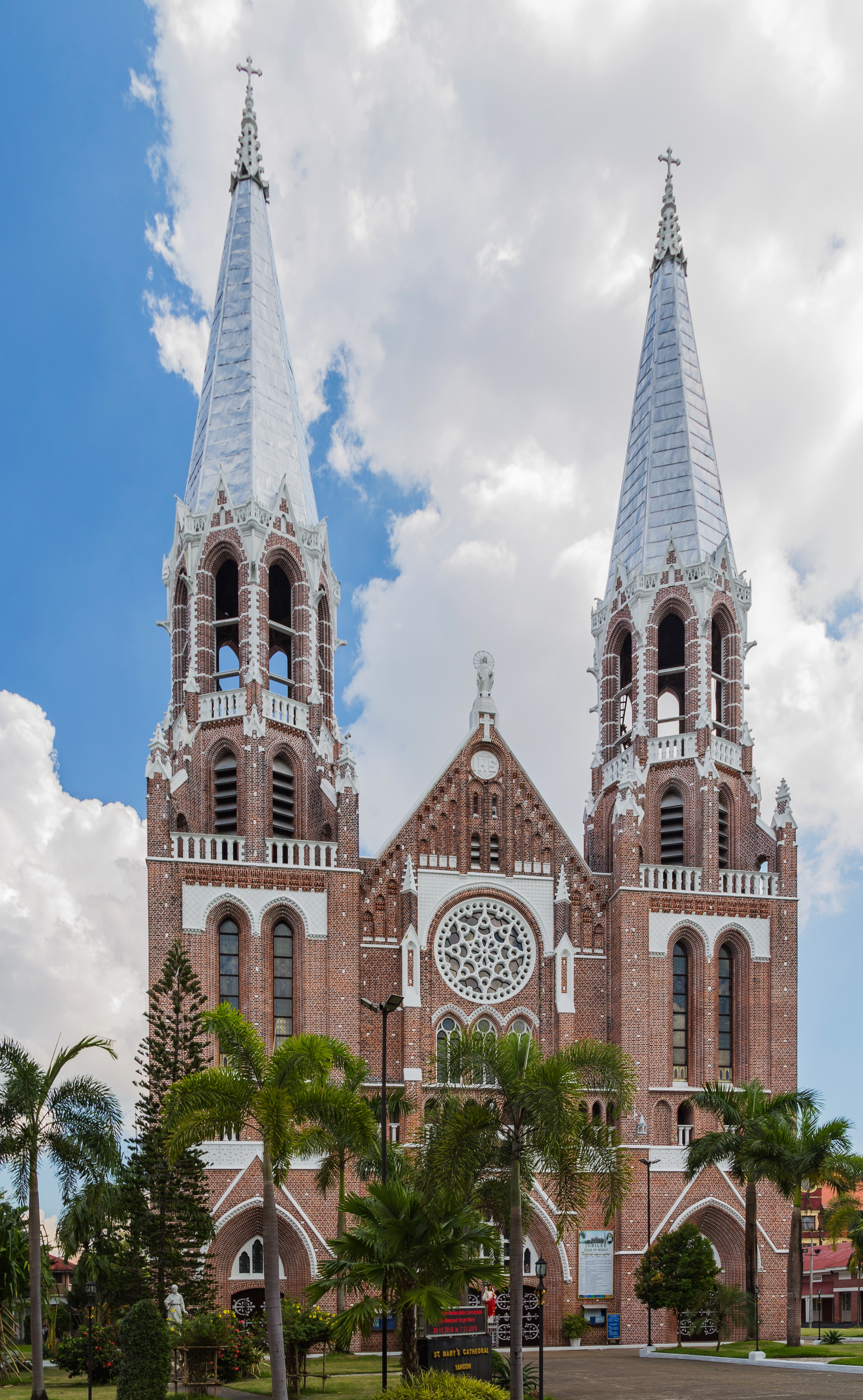
Katedra Najświętszej Maryi Panny
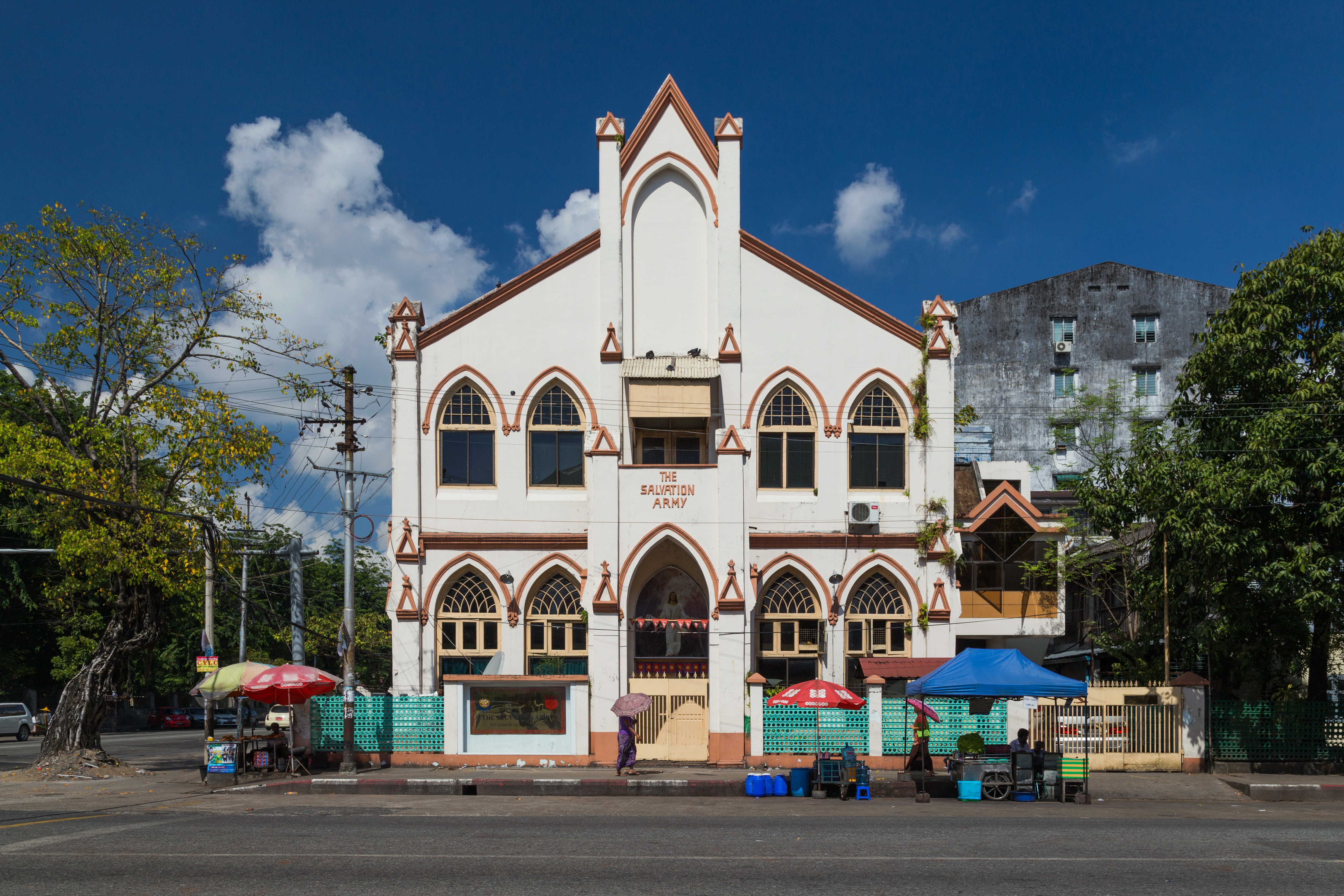
Kościół Armii Zbawienia
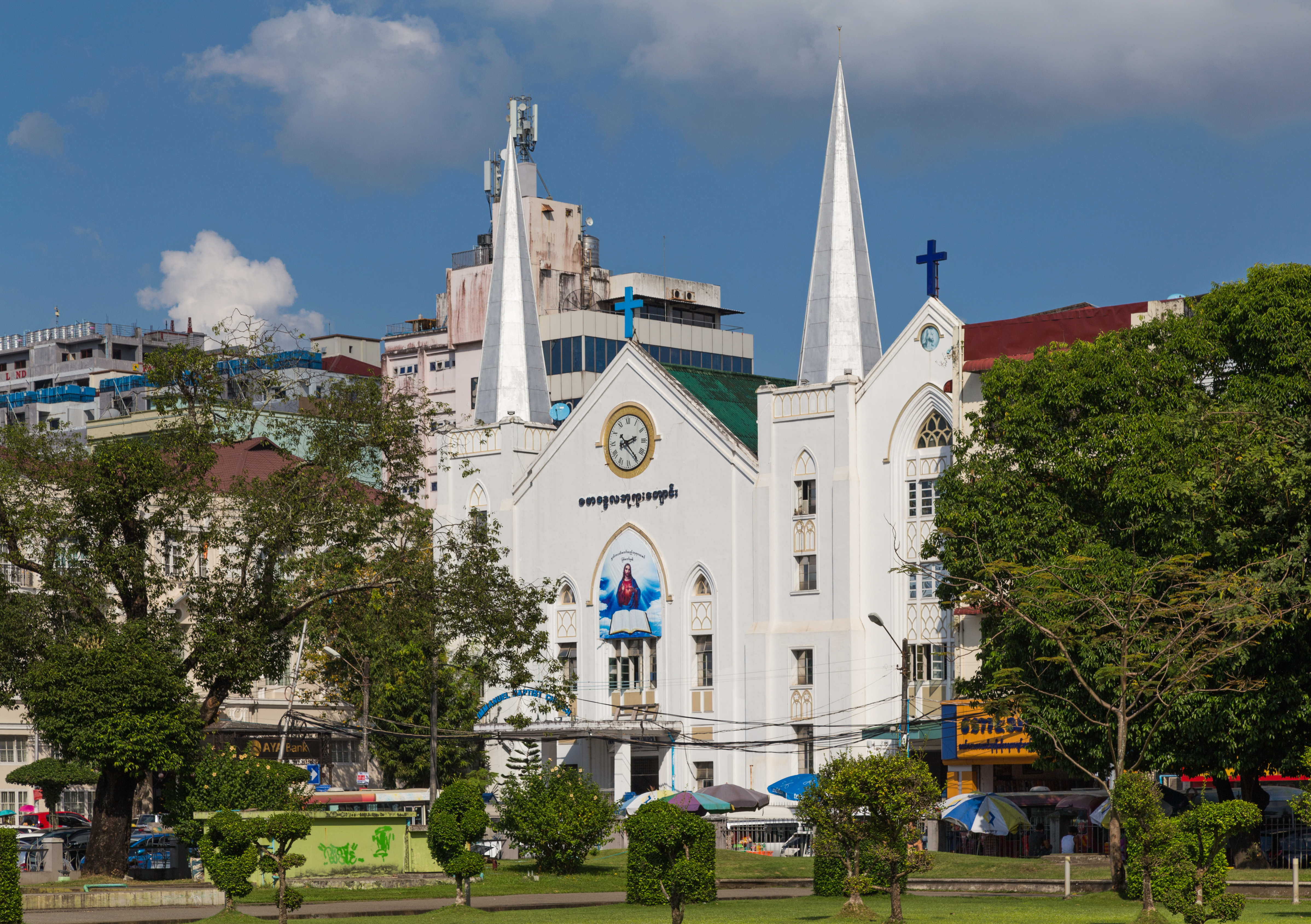
Kościół baptystów Emmanuela
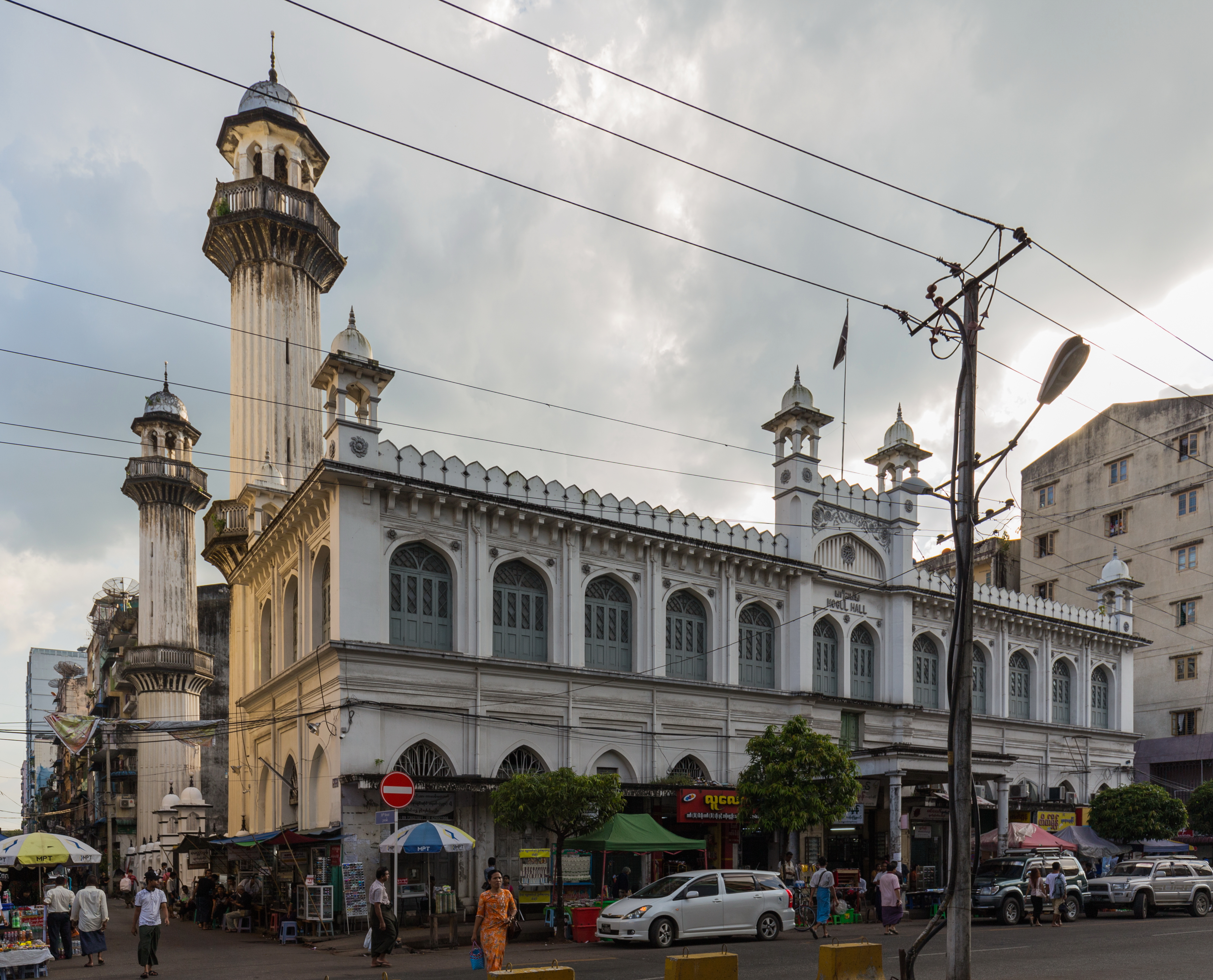
Meczet Mogul Shia
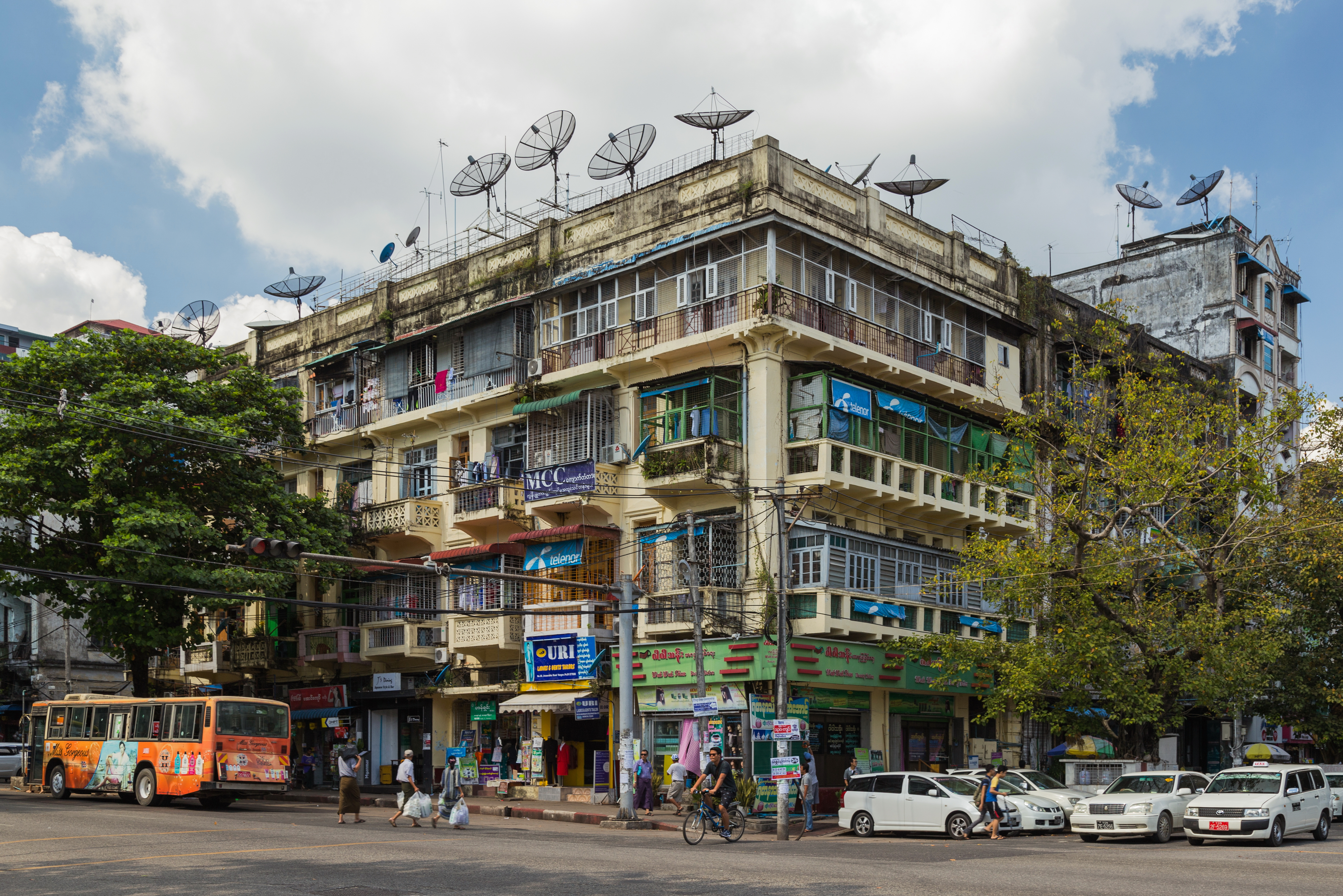
Budynek w centrum miasta
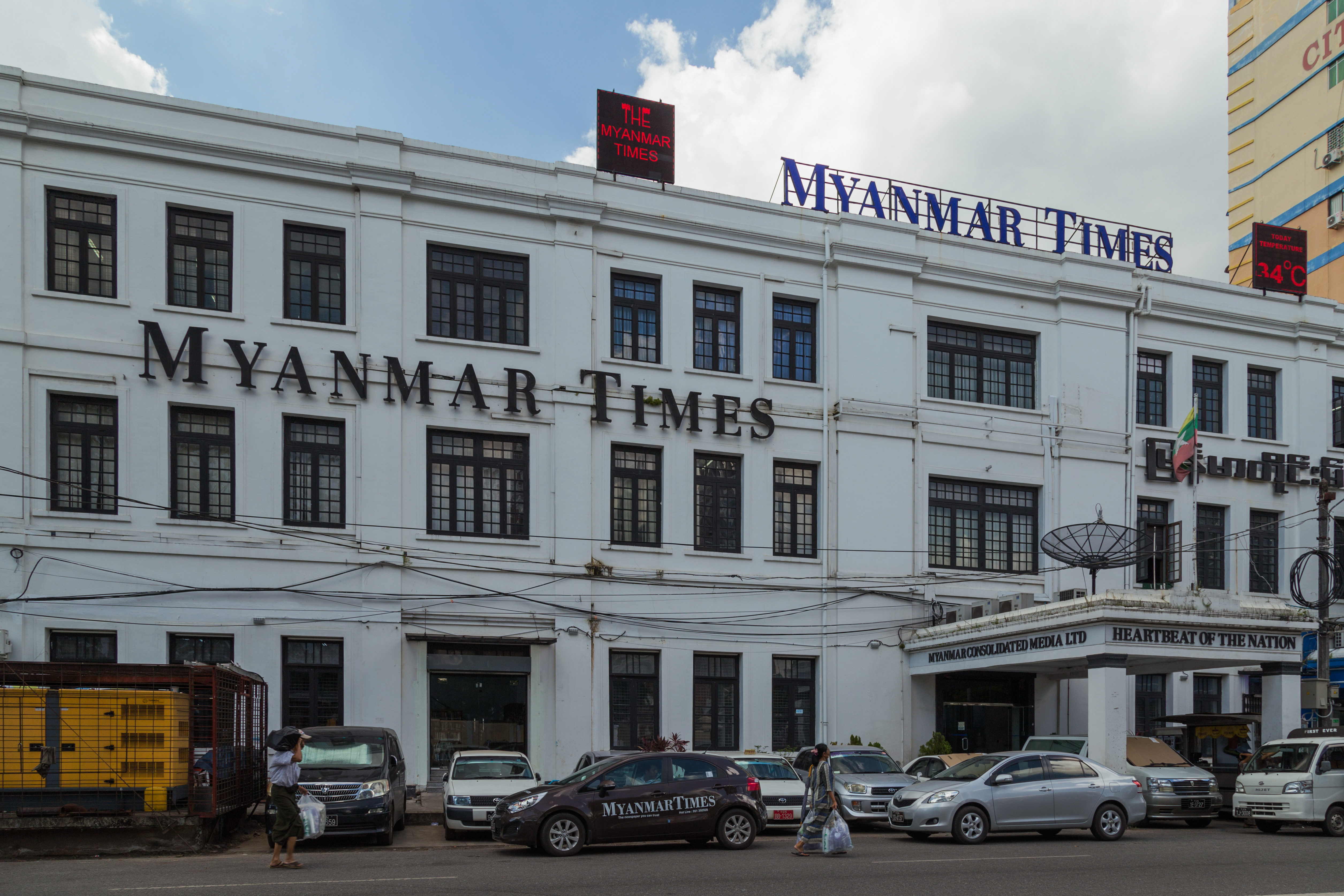
Siedziba „The Myanmar Times”
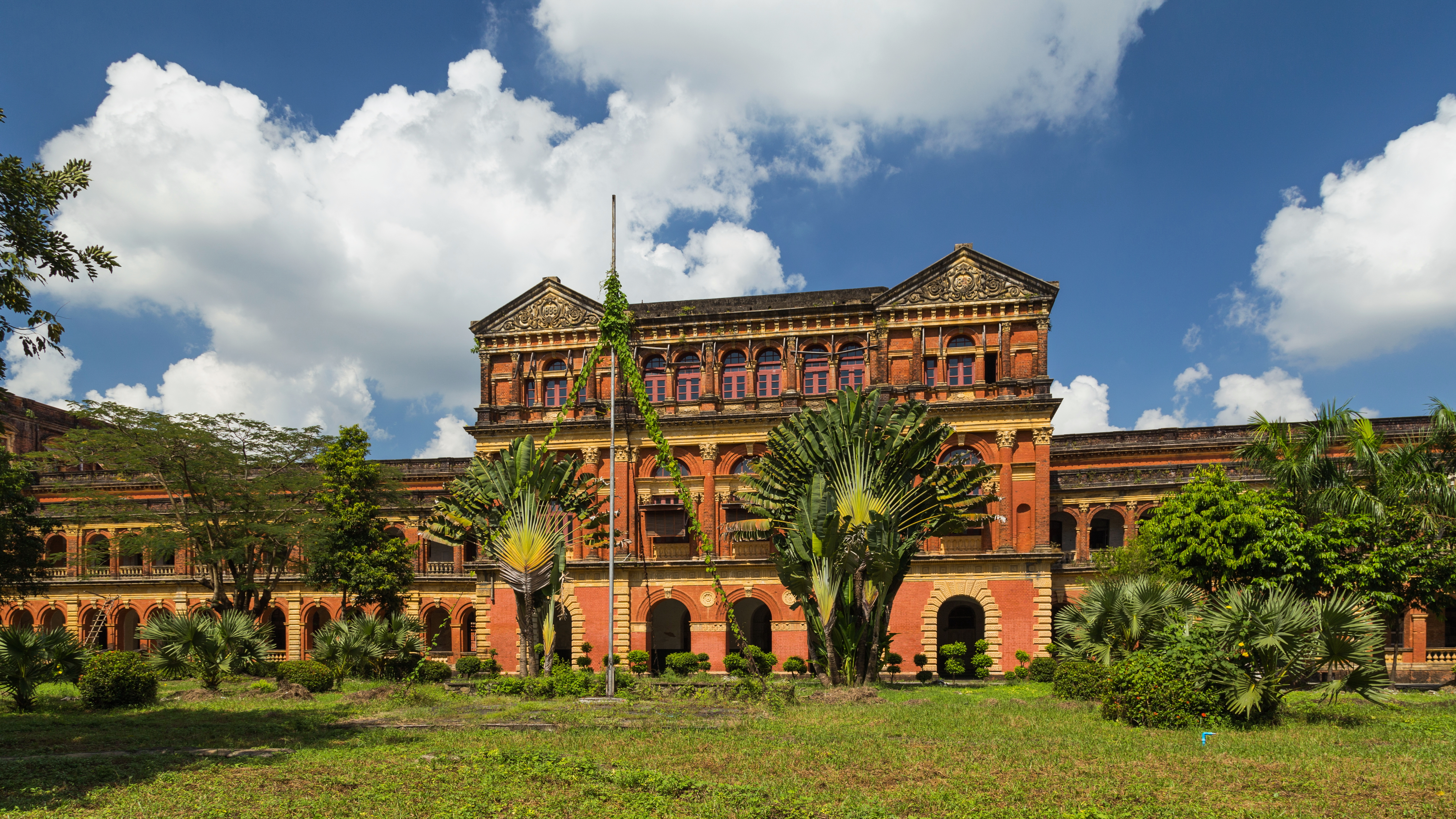
Budynek Sekretariatu (Budynek Ministrów)
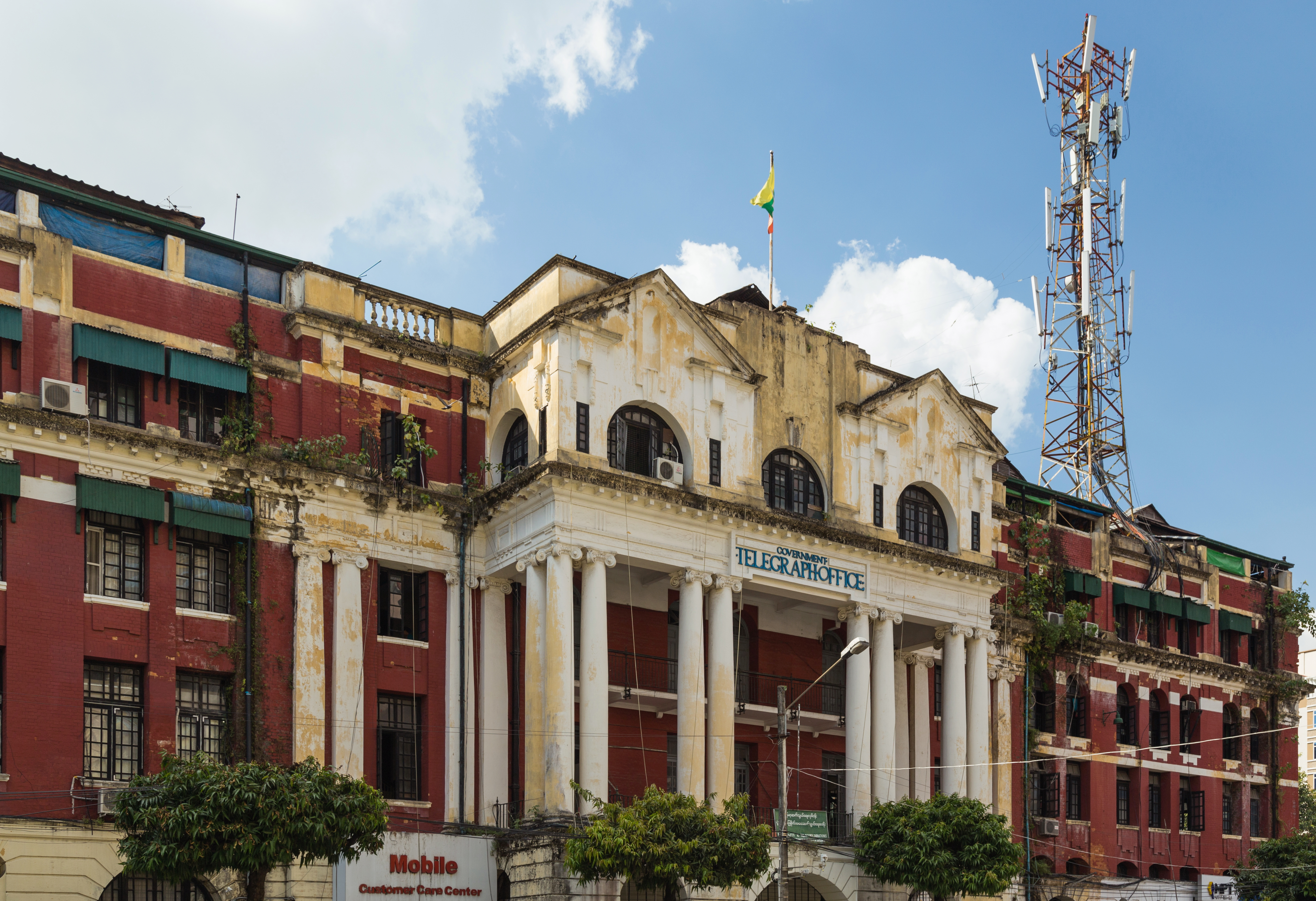
Dawny budynek Biura Telegraficznego
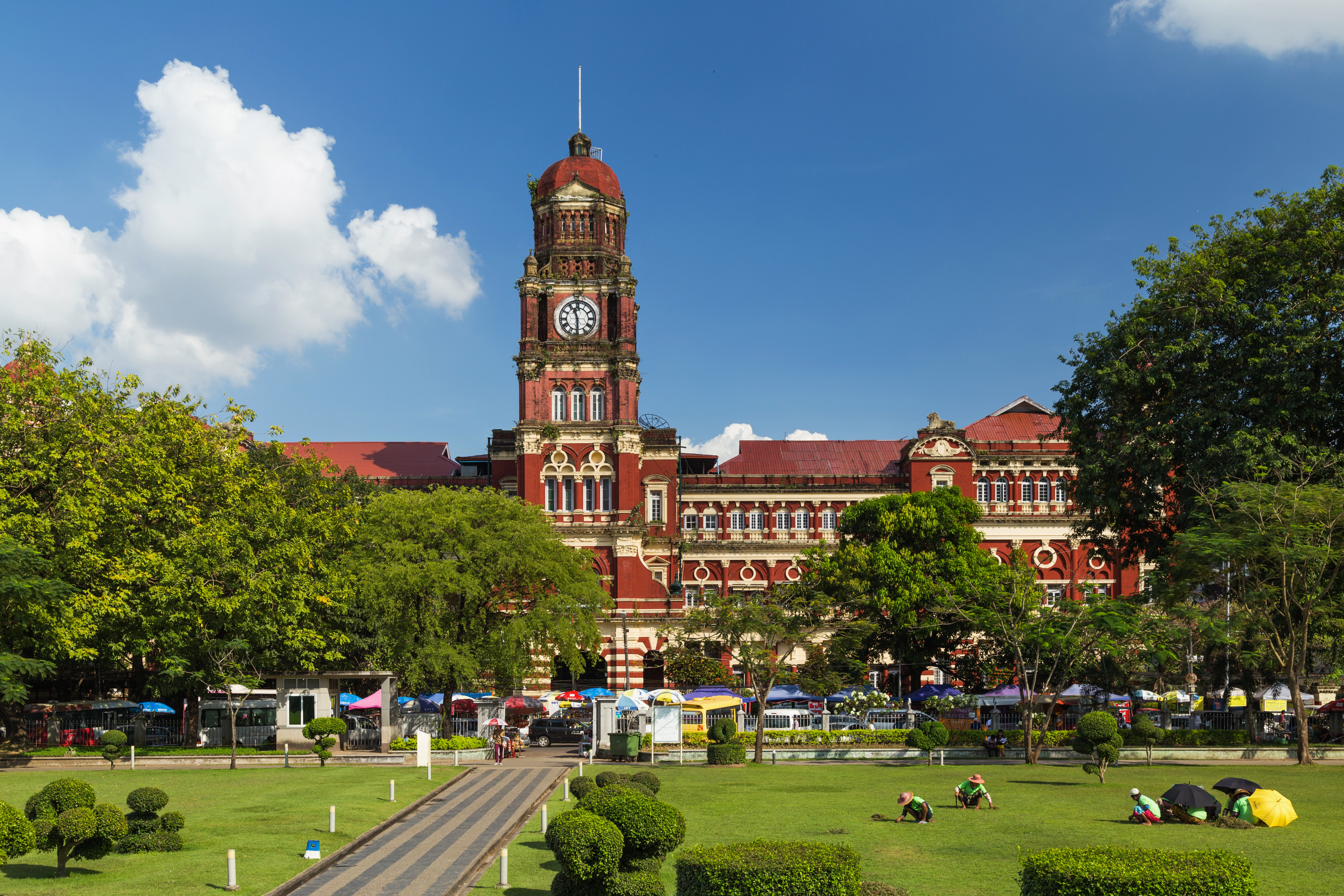
Dawny budynek Sądu Najwyższego
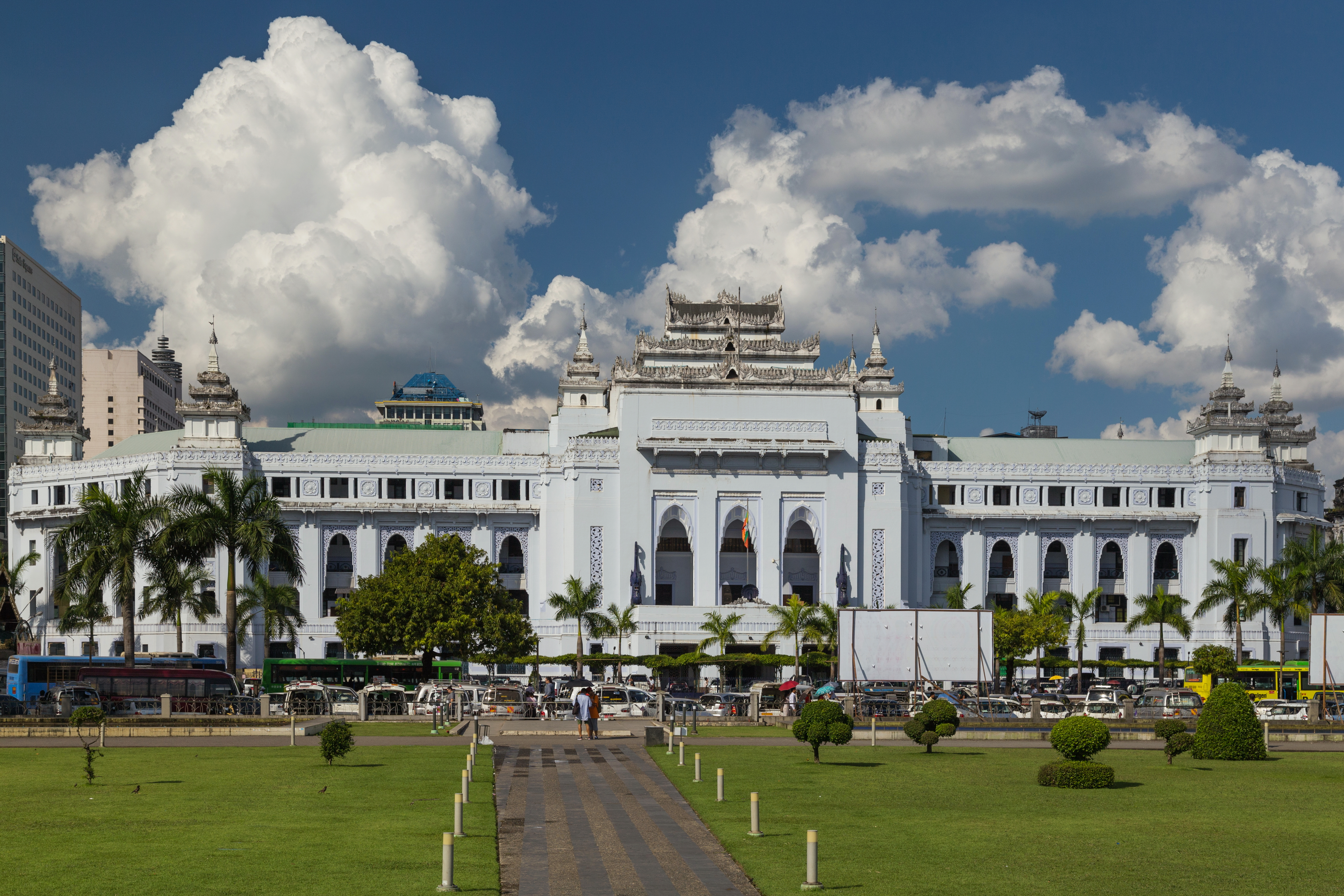
Ratusz
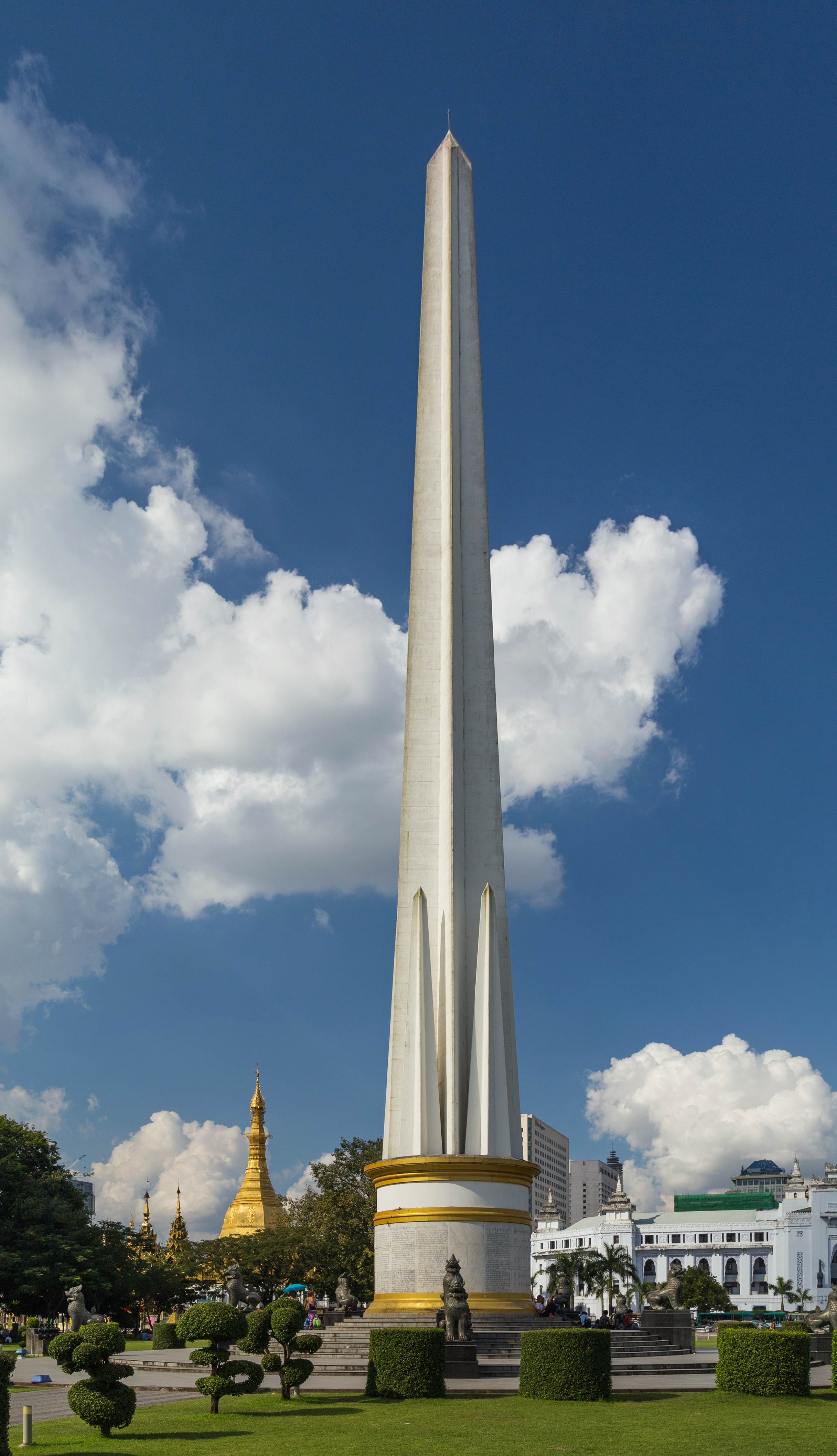
Pomnik Niepodległości w Parku Maha Bandula